# Sen (obraz Henriego Rousseau)
Sen (fr. Le Rêve) – obraz olejny namalowany w 1910 przez francuskiego malarza naiwnego Henriego Rousseau. Było to jego ostatnie dzieło. Zostało po raz pierwszy pokazane na wystawie Salon Niezależnych w 1910, na kilka miesięcy przed śmiercią artysty.

## Historia
Sen to największe i zarazem ostatnie spośród wielkich obrazów Rousseau z dżunglą w roli głównej, serii namalowanych z przepychem kompozycji przedstawiających egzotyczne stworzenia w fascynujących tropikalnych sceneriach, stałych motywach ostatnich obrazów artysty. Obraz powstał w małym studio, które artysta wynajmował przy rue Perrel w Paryżu; tam też spał i jadł, udzielając lekcji muzyki dzieciom sąsiadów. Tam również od 1907 podejmował swych znajomych na wieczornych przyjęciach. Jedna z jego znajomych polskich przyjaciółek, Yadwigha, stała się bohaterką Snu.
Rousseau w ostatnich latach życia zmuszony był znosić zniewagi pod własnym adresem ze strony prasy i pogardliwe uśmieszki ze strony zwiedzających wystawę Salonu Niezależnych, gdzie wystawiał swoje obrazy. Tym razem namalował dzieło budzące szacunek. Guillaume Apollinaire tak napisał o reakcji, jaką wzbudził obraz: „Nie sądzę, żeby ktoś się śmiał tego lata, zapytajcie malarzy. Oni są jednomyślni: oni podziwiają.”

## Opis
Sen przedstawia nagą, ponętną kobietę wyciągniętą na wyścielanej kanapie, umieszczonej pośrodku porośniętej gęstym, wielkim listowiem dżungli, wypełnionej przekwitłymi kwiatami lotosu. Nagość kobiety spowija jedynie bujna fala włosów. Jej twarz, ukazana z profilu, skierowana jest w stronę zgromadzonych przed nią egzotycznych stworów: wiszącej małpy, słonia wpatrującego się w mrok, przyczajonych lwów, jakby niezdecydowanych, wsłuchanych w melodie grana przez czarnego grajka. Nastrój wieczoru jest zmącony jedynie przez szelest liści poruszanych skrzydłami pomarańczowych ptaków. Jakby chcąc wprowadzić widza w nastrój, Rousseau dołączył do obrazu następujący poemat:

Yadwigha dans un beau rêve

s’étant endormie doucement

entendait les sons d’une musette

dont jouait un charmeur bien pensant.

Pendant que la lune reflète

sur les fleurs, les arbres verdoyants,

les fauves serpents prêtent l’oreille

vaux airs gais de l’instrument.
Yadwigha w pięknym śnie

słodko zasnęła

słuchając dźwięków fujarki

które wygrywał czarownik bardzo myślący.

Kiedy księżyc połyskiwał

na kwiatach, na zieleniących się drzewach,

dzikie węże wsłuchiwały się

w radosne melodie instrumentu.